# Heimsheim

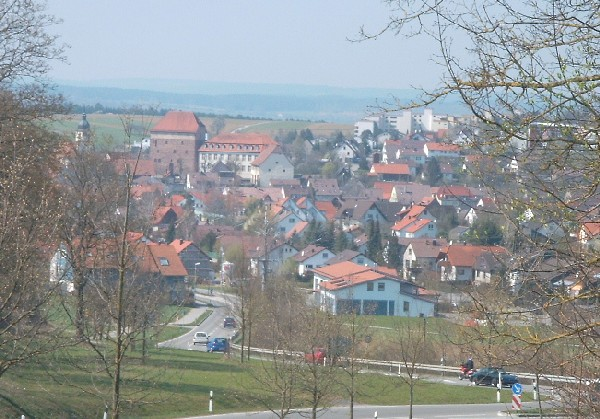
Heimsheim

Heimsheim (pronunciación en alemán: /ˈhaɪ̯msˌhaɪ̯m/ⓘ) es una ciudad localizada en el distrito de Enz, Baden-Württemberg, Alemania. Está situado 16 km al sureste de Pforzheim, y 24 km al oeste de Stuttgart.

## Historia
El Condado palatino de Tübingen le dio a Heimsheim el estatus oficial de municipio a principios del siglo XIV. A principios del siglo XVI, la ciudad pasó a manos del Ducado de Wurtemberg. Heimsheim fue asignado al distrito de Weil der Stadt en 1803, y luego a Oberamt Leonberg en 1807-08. La ciudad permaneció bajo Leonberg cuando el distrito fue reconstruido el 1 de octubre de 1938. Después de la Segunda Guerra Mundial, la ciudad pasó a formar parte de la Región Metropolitana de Stuttgart y se expandió hacia al norte y al este, en dirección a la Bundesautobahn 8. El 1 de enero de 1973, Heimsheim fue asignado la Reforma del distrito de Baden-Württemberg de 1973 el distrito de Enz.